# Milizia Operaia

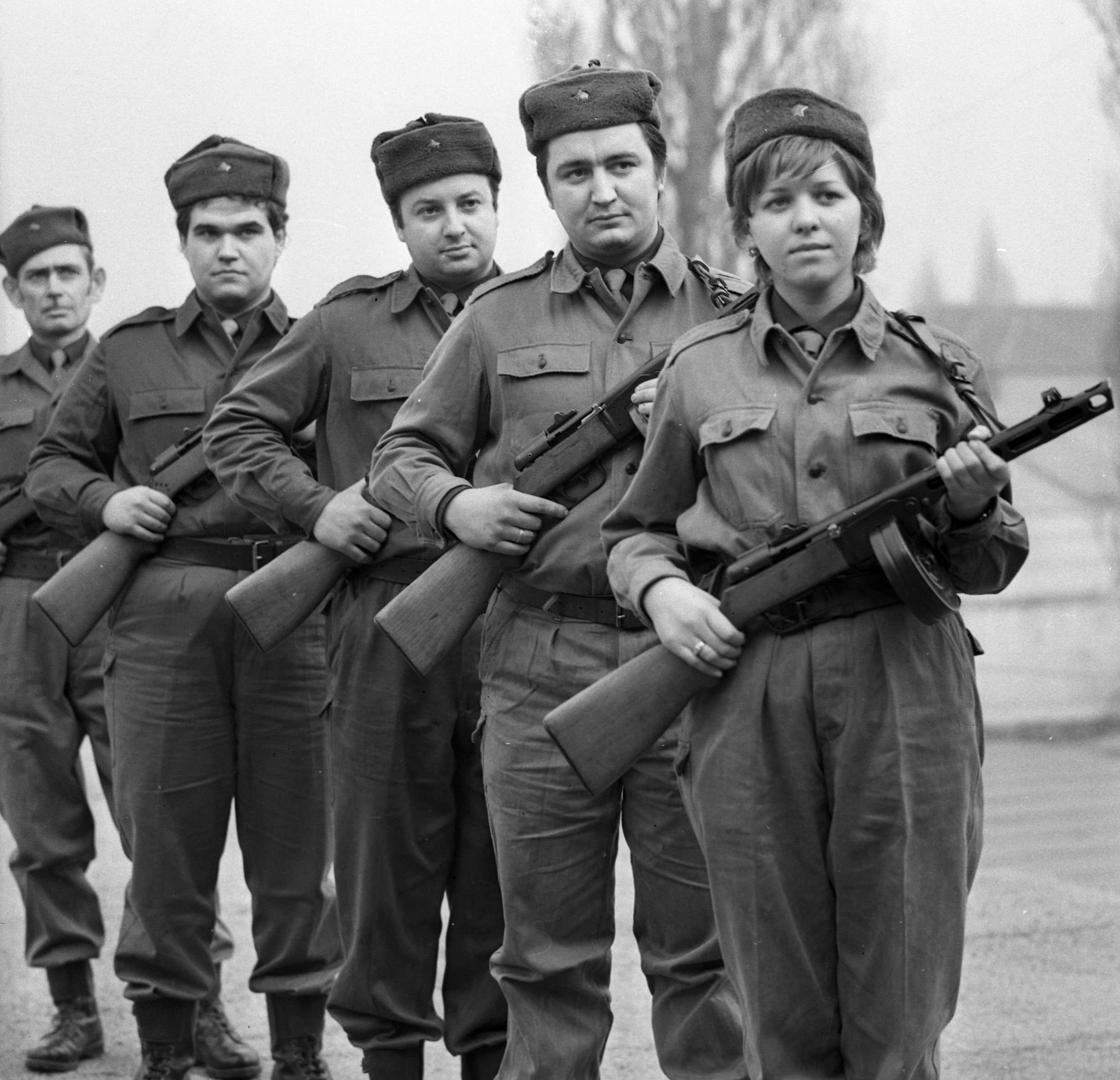
Un gruppo di paramilitari con PPŠ-41 nel 1972

La Milizia Operaia (in ungherese Munkásőrség) è stata un'organizzazione paramilitare di polizia politica e segreta della Repubblica Popolare d'Ungheria.
Il comandante era il Segretario generale del Partito Socialista Operaio Ungherese.
Nel 1989 c'è stato il referendum per lo scioglimento del corpo paramilitare, che era in attività dal 1957 al 1989.